# Морозівське (заповідне урочище)
Моро́зівське — заповідне урочище місцевого значення в Україні. Розташоване в межах Старокостянтинівського району Хмельницької області, на захід від села Миролюбне. 
Площа 10 га. Статус надано 1993 року. Перебуває у віданні Миролюбненської сільської ради. 
Статус надано з метою збереження невеликого лісового масиву. Зростають: граб, дуб та інші. 